# Joseph Méallet de Fargues
Ne doit pas être confondu avec Jean-Joseph Méallet de Fargues.
Pour les articles homonymes, voir Fargues.
Jean-Baptiste Joseph de Méallet de Fargues, né le 26 juillet 1708 à Vitrac (Cantal) et mort le 17 mars 1785 à Saint-Claude (Jura), est un évêque catholique français.

## Biographie
Jean-Baptiste Joseph de Méallet de Fargues est né le 26 juillet 1708, au château familial de Fargues, à Vitrac (Cantal) dans le diocèse de Saint-Flour.
Il commence ses études chez les sulpiciens de Lyon en 1728 et est reçu docteur en théologie en 1738. Il est ordonné prêtre le 15 juin 1737.
Chanoine-comte de Lyon, il devient vicaire général de l'archevêque de Lyon Charles-François de Chateauneuf de Rochebonne et il est pourvu en commende de l'abbaye Saint-Ambroix dans le diocèse de Bourges.
Il est nommé  1er évêque de Saint-Claude le 20 août 1741, confirmé dans son épiscopat le 22 janvier 1742, consacré le 5 août 1742, par le cardinal Pierre Guérin de Tencin avant de prendre officiellement ses fonctions le 8 décembre 1742.
Pendant son épiscopat il adhère pleinement à la bulle Unigenitus et combat les tendances jansénistes en publiant notamment un catéchisme pour son diocèse en 1765. Devenu aveugle il continue néanmoins à administrer son diocèse. Il meurt le 17 mars 1785, à Saint-Claude, où il est inhumé dans la cathédrale le 9 avril 1789.